# Альбректссон, Карл
Карл Альбректссон (швед. Karl Albrektsson; род. 27 сентября, 1993 года, Швеция) — шведский боец смешанных боевых искусств, представитель полутяжёлой весовой категории. Выступает на профессиональном уровне с 2012 года, известен по участию в турнирах бойцовских организаций Bellator MMA, Rizin FF.

## Таблица выступлений
| Боёв 16         | Побед 13 | Поражений 3 |
| --------------- | -------- | ----------- |
| Нокаутом        | 6        | 2           |
| Сдачей          | 3        | 0           |
| Решением        | 4        | 1           |
| Ничьи           | 0        | 0           |
| Не состоявшихся | 0        | 0           |

| Результат | Рекорд | Соперник               | Способ                                        | Турнир                                                                  | Дата             | Раунд | Время | Место             | Примечание |
| --------- | ------ | ---------------------- | --------------------------------------------- | ----------------------------------------------------------------------- | ---------------- | ----- | ----- | ----------------- | ---------- |
| Победа    | 13-3   | Довлетджан Ягшимурадов | Решением (единогласным)                       | Bellator 268: Немков - Энгликас                                         | 16 октября 2021  | 3     | 5:00  | Финикс, США       |            |
| Победа    | 12-3   | Владимир Мищенко       | Техническим нокаутом (удары)                  | Superior Challenge 22 - Stockholm                                       | 29 мая 2021      | 1     | 0:00  | Стокгольм, Швеция |            |
| Победа    | 11-3   | Виктор Немков          | Решением (единогласным)                       | Bellator 257: Немков - Дэвис 2                                          | 16 апреля 2021   | 3     | 5:00  | Анкасвилл, США    |            |
| Победа    | 10-3   | Амилкар Алвес          | Техническим нокаутом (удары)                  | Superior Challenge 21 Stockholm                                         | 28 ноября 2020   | 2     | 0:00  | Стокгольм, Швеция |            |
| Поражение | 9-3    | Фил Дэвис              | Техническим нокаутом (удары руками и локтями) | Bellator 231: Мир - Нельсон 2                                           | 25 октября 2019  | 3     | 3:06  | Анкасвилл, США    |            |
| Победа    | 9-2    | Кристиано Фролич       | Решением (единогласным)                       | Rizin FF Rizin 15                                                       | 21 апреля 2019   | 3     | 5:00  | Йокогама, Япония  |            |
| Победа    | 8-2    | Джош Стэнсбери         | Нокаутом (удары)                              | Superior Challenge 18 Fitness Festivalen                                | 1 декабря 2018   | 1     | 4:56  | Стокгольм, Швеция |            |
| Победа    | 7-2    | Дмитрий Тебекин        | Техническим нокаутом (удары)                  | Superior Challenge 17 Cirkus                                            | 19 мая 2018      | 1     | 4:52  | Стокгольм, Швеция |            |
| Поражение | 6-2    | Иржи Прохазка          | Техническим нокаутом (удары)                  | Rizin Fighting World Grand Prix 2017 Bantamweight Tournament: 2nd Round | 29 декабря 2017  | 1     | 9:57  | Сайтама, Япония   |            |
| Победа    | 6-1    | Теодорас Аукстуолис    | Сабмишном (удушение ручным треугольником)     | Rizin Fighting World Grand Prix 2017 Bantamweight Tournament: 1st Round | 30 июля 2017     | 1     | 8:01  | Сайтама, Япония   |            |
| Поражение | 5-1    | Валентин Молдавский    | Решением (единогласным)                       | Rizin 2 Rizin Fighting World Grand Prix 2016: Opening Round             | 25 сентября 2016 | 2     | 5:00  | Сайтама, Япония   |            |
| Победа    | 5-0    | Вадим Немков           | Решением (раздельным)                         | Rizin FF - Rizin 1                                                      | 17 апреля 2016   | 3     | 5:00  | Нагоя, Япония     |            |
| Победа    | 4-0    | Томаш Янижевский       | Сабмишном (удушение сзади)                    | IRFA - International Ring Fight Arena 7                                 | 22 ноября 2014   | 2     | 4:37  | Стокгольм, Швеция |            |
| Победа    | 3-0    | Нордин Наджар          | Нокаутом (удары)                              | IRFA - International Ring Fight Arena 6                                 | 5 апреля 2014    | 1     | 2:29  | Стокгольм, Швеция |            |
| Победа    | 2-0    | Арунас Вилюс           | Сабмишном (удушение сзади)                    | IRFA - International Ring Fight Arena 5                                 | 19 октября 2013  | 1     | 2:34  | Стокгольм, Швеция |            |
| Победа    | 1-0    | Блазей Нагорски        | Техническим нокаутом (удары)                  | MMA Koszalin - Poland vs Sweden                                         | 17 ноября 2012   | 2     | 3:54  | Кошалин, Польша   | Дебют      |